# 한미사진미술관
한미사진미술관은 서울특별시 송파구 방이동에 위치한 미술관이다.

## 같이 보기
- 대한민국의 박물관과 미술관 목록